# سمیرنوفسکی (سرزمین آلتای)
سمیرنوفسکی (به لاتین: Smirnovsky) یک منطقهٔ مسکونی در روسیه است که در سرزمین آلتای واقع شده‌است.